# Olympische Winterspelen 1992
De XVIe Olympische Winterspelen werden in 1992 gehouden in Albertville (Frankrijk). Ook Anchorage (Verenigde Staten), Berchtesgaden (Duitsland), Cortina d'Ampezzo (Italië), Lillehammer (Noorwegen), Falun (Zweden) en Sofia (Bulgarije) hadden zich kandidaat gesteld.
Jean-Claude Killy, de drievoudig medaillewinnaar, had zich in 1981 ingespannen om de Winterspelen terug naar Frankrijk te halen. Hiervoor sloeg hij de handen ineen met Michel Barnier, een politicus uit Savoie. Op 17 oktober 1986 besliste het IOC om de Winterspelen voor 1992 toe te kennen aan Albertville. Albertville had een zeer sterk dossier en werd waarschijnlijk ook geholpen door het feit dat de Zomerspelen van 1992 aan Barcelona, en niet aan Parijs, waren toegekend.
De Spelen van Albertville waren zeer duur en kostten zo'n 12 miljard Franse frank. De hoge kosten van de Spelen had evenwel ook een positieve zijde: in de hele streek werden infrastructuurwerken uitgevoerd die al lang op de verlanglijst stonden.
Tijdens de Spelen kwam de Zwitserse speedskiër Nicholas Bochatay om het leven. Speedskiën stond als demonstratiesport op het programma.

## Stemming
| Uitslag stemming  | Uitslag stemming | Uitslag stemming | Uitslag stemming | Uitslag stemming | Uitslag stemming | Uitslag stemming  | Uitslag stemming |
| ----------------- | ---------------- | ---------------- | ---------------- | ---------------- | ---------------- | ----------------- | ---------------- |
| Stad              | Land             | 1e ronde         | 2e ronde         | 3e ronde         | 4e ronde         | 5e ronde (Runoff) | 6e ronde         |
| Albertville       | Frankrijk        | 19               | 26               | 29               | 42               | -                 | 51               |
| Sofia             | Bulgarije        | 25               | 25               | 28               | 24               | -                 | 25               |
| Falun             | Zweden           | 10               | 11               | 11               | 11               | 41                | 9                |
| Lillehammer       | Noorwegen        | 10               | 11               | 9                | 11               | 40                | -                |
| Cortina d'Ampezzo | Italië           | 7                | 6                | 7                | -                | -                 | -                |
| Anchorage         | Verenigde Staten | 7                | 5                | -                | -                | -                 | -                |
| Berchtesgaden     | Duitsland        | 6                | -                | -                | -                | -                 | -                |

## Hoogtepunten
- Door de verandering in de geopolitieke situatie deed een groot aantal landen voor het eerst in lange tijd weer mee. Voor het eerst sinds 1936 werd het hele Duitse grondgebied vertegenwoordigd door één team. Door het uiteenvallen van de Sovjet-Unie deden Estland, Letland en Litouwen mee als onafhankelijke landen. Vijf voormalige Sovjet-republieken (Rusland, Oekraïne, Wit-Rusland, Kazachstan en Oezbekistan) komen uit onder één en dezelfde vlag: Gemenebest van Onafhankelijke Staten (GOS).
- Kroatië en Slovenië traden voor het eerst onder eigen vlag aan.
- De olympische vlam werd aangestoken door Michel Platini (voetbal) en Cyrille Grange, een Savoyaardse jongen.
- Voor het eerst waren freestyle skiën en shorttrack volwaardige onderdelen.
- De langlaufers uit Noorwegen zijn oppermachtig en winnen alle onderdelen. Bjørn Dæhlie en Vegard Ulvang winnen elk drie gouden medailles.
- Bij het damesschaatsen winnen Bonnie Blair (VS) en Gunda Niemann (Duitsland) elk twee titels. Blair op de twee kortste afstanden (500 en 1000 meter) en Niemann op de langste afstanden (3000 en 5000 meter).
- De grote ster van deze Spelen was de Italiaan Alberto Tomba. 'Tomba La Bomba' won een gouden en een zilveren medaille in het skiën, respectievelijk op de reuzenslalom en op de slalom.
- De zestienjarige Fin Toni Nieminen haalde tweemaal goud in het schansspringen: tweemaal op de 120 m-schans, individueel en in ploeg.
- Het kunstrijden voor paren werd gewonnen door een paar uit het GOS: Natalia Misjkoeteniok en Artur Dimitriev haalden goud op de tonen van de muziek van Franz Liszt.
- De prestatie van de Franse vrouwenploeg in de biatlon kwam neer op een demonstratie van hun overmacht en kunnen.
- Twee GOS-atletes domineerden het langlaufen. Ljoebov Jegorova won goud op de 10 en 15 km en zilver op de 5 km. Jelena Välbe won op die afstanden telkens brons.

## Belgische prestaties
- De Belgische ploeg was zeer bescheiden en bestond uit vijf shorttrackers. Geert Blanchart mocht daarbij terecht tot de favorieten worden gerekend, maar belandde uiteindelijk op een zesde plaats. België haalde bijgevolg geen medailles.

## Nederlandse prestaties
Aan de spelen deden 19 Nederlanders mee, waaronder 10 vrouwen.
- Tijdens de openingsceremonie werd het Nederlandse team (negen mannen en tien vrouwen) voorafgegaan door Leo Visser (schaatsen) die de vlag droeg.
- Bij het mannen schaatsen ontspint zich een interessant duel tussen de Noren en de Nederlanders op de middellange en lange afstanden. Op de 1500 meter wint Johann Olav Koss met een voorsprong van vier honderdste op zijn landgenoot Ådne Søndrål en negen honderdste op Leo Visser.
- Op de vijf kilometer wint Geir Karlstad voor Falko Zandstra en Leo Visser.
- Goud is er wel op de tien kilometer voor Bart Veldkamp.
- De koningin van de spelen van 1988 Yvonne van Gennip komt niet verder dan zesde plaats op de drie kilometer.

### Nederlandse medailles
| Medaille   | Winnaar        | Onderdeel            |
| ---------- | -------------- | -------------------- |
| Goud (1)   | Bart Veldkamp  | schaatsen, 10.000 m. |
| Zilver (1) | Falko Zandstra | schaatsen, 5000 m.   |
| Brons (2)  | Leo Visser     | schaatsen, 1500 m.   |
| Brons (2)  | Leo Visser     | schaatsen, 5000 m.   |

## Disciplines
Tijdens de Olympische Winterspelen van 1992 werd er gesport in zes takken van sport. In twaalf disciplines stonden 57 onderdelen op het programma. Curling, Freestyleskiën (aerials en ballet) en Speedskiën waren demonstratiesporten.
| Olympische sport    | Discipline         | Onderdelen                | Onderdelen                                | Onderdelen                        | Onderdelen                  | Onderdelen                    |
| ------------------- | ------------------ | ------------------------- | ----------------------------------------- | --------------------------------- | --------------------------- | ----------------------------- |
| Biatlon             | Biatlon            | 10 km (m) 7,5 km (v)      | 20 km (m) 15 km (v)                       | 4x 7,5 km (m) 3x 7,5 km (v)       | 4x 7,5 km (m) 3x 7,5 km (v) | 4x 7,5 km (m) 3x 7,5 km (v)   |
| Bobsleeën           | Bobsleeën          | 2-mansbob (m)             | 4-mansbob (m)                             | 4-mansbob (m)                     | 4-mansbob (m)               | 4-mansbob (m)                 |
| Rodelen             | Rodelen            | 1-persoons (m)            | 1-persoons (v)                            | dubbel (open)                     | dubbel (open)               | dubbel (open)                 |
| Schaatssport        | Kunstrijden        | mannen                    | vrouwen                                   | paren                             | ijsdansen                   | ijsdansen                     |
| Schaatssport        | Schaatsen          | 500 m (m) 500 m (v)       | 1000 m (m) 1000 m (v)                     | 1500 m (m) 1500 m (v)             | 5000 m (m) 3000 m (v)       | 10.000 m (m) 5000 m (v)       |
| Schaatssport        | Shorttrack         | 1000 m (m) 500 m (v)      | 5000 m aflossing (m) 3000 m aflossing (v) |                                   |                             |                               |
| Skisport            | Alpineskiën        | afdaling (m) afdaling (v) | slalom (m) slalom (v)                     | reuzenslalom (m) reuzenslalom (v) | super-g (m) super-g (v)     | combinatie (m) combinatie (v) |
| Skisport            | Freestyleskiën     | moguls (m) moguls (v)     | moguls (m) moguls (v)                     | moguls (m) moguls (v)             | moguls (m) moguls (v)       | moguls (m) moguls (v)         |
| Skisport            | Langlaufen         | 10 km (m) 5 km (v)        | 15 km (m) 10 km (v)                       | 30 km (m) 15 km (v)               | 50 km (m) 30 km (v)         | 4x10 km (m) 4x5 km (v)        |
| Skisport            | Noordse combinatie | individueel (m)           | team (m)                                  | team (m)                          | team (m)                    | team (m)                      |
| Skisport            | Schansspringen     | normale schans (m)        | grote schans (m)                          | team grote schans (m)             | team grote schans (m)       | team grote schans (m)         |
| IJshockey           | IJshockey          | mannen                    | mannen                                    | mannen                            | mannen                      | mannen                        |
| Demonstratiesporten |                    |                           |                                           |                                   |                             |                               |
| Curling             | Curling            | mannen                    | vrouwen                                   | vrouwen                           | vrouwen                     | vrouwen                       |
| Skisport            | Freestyleskiën     | aerials (m) aerials (v)   | ballet (m) ballet (v)                     | ballet (m) ballet (v)             | ballet (m) ballet (v)       | ballet (m) ballet (v)         |
| Skisport            | Speedskiën         |                           |                                           |                                   |                             |                               |

### Mutaties
| Sport          | Nieuw                                                          | Verdwenen (t.o.v. 1988) | Wijzigingen/Opmerkingen                |
| -------------- | -------------------------------------------------------------- | ----------------------- | -------------------------------------- |
| Biatlon        | 7,5 km sprint (v) 15 km (v) 3x7,5 km estafette (v)             |                         | Nu 6 onderdelen                        |
| Freestyleskiën | moguls (m) moguls (v)                                          |                         | Nieuw, debuut                          |
| Langlaufen     | 10 km (m) 15 km (v)                                            |                         | 20 km wordt 30 km (v) Nu 10 onderdelen |
| Shorttrack     | 1000 m (m) 5000 m aflossing (m) 500 m (v) 3000 m aflossing (v) |                         | Nieuw, debuut                          |
|                | 11                                                             | 0                       | 1                                      |

## Medaillespiegel
Er werden 171 medailles uitgereikt. Het IOC stelt officieel geen medailleklassement op, maar geeft desondanks een medailletabel ter informatie. In het klassement wordt eerst gekeken naar het aantal gouden medailles, vervolgens de zilveren medailles en tot slot de bronzen medailles.
In de volgende tabel staat de top-10 en het Nederlandse resultaat. Het gastland heeft een blauwe achtergrond en het grootste aantal medailles in elke categorie is vetgedrukt.
Zie de medaillespiegel van de Olympische Winterspelen 1992 voor de volledige weergave.
| Plaats | Land              | NOC | Goud | Zilver | Brons | Totaal |
| ------ | ----------------- | --- | ---- | ------ | ----- | ------ |
| 1      | Duitsland         | GER | 10   | 10     | 6     | 26     |
| 2      | Gezamenlijk team1 | EUN | 9    | 6      | 8     | 23     |
| 3      | Noorwegen         | NOR | 9    | 6      | 5     | 20     |
| 4      | Oostenrijk        | AUT | 6    | 7      | 8     | 21     |
| 5      | Verenigde Staten  | USA | 5    | 4      | 2     | 11     |
| 6      | Italië            | ITA | 4    | 6      | 4     | 14     |
| 7      | Frankrijk         | FRA | 3    | 5      | 1     | 9      |
| 8      | Finland           | FIN | 3    | 1      | 3     | 7      |
| 9      | Canada            | CAN | 2    | 3      | 2     | 7      |
| 10     | Zuid-Korea        | KOR | 2    | 1      | 1     | 4      |
|        |                   |     |      |        |       |        |
| 12     | Nederland         | NED | 1    | 1      | 2     | 4      |

1een gezamenlijk team van twaalf voormalige Sovjet republieken

## Deelnemende landen
Een recordaantal van 64 landen deed mee aan de Spelen. Door het uiteenvallen van de Sovjet-Unie deden zes voormalige republieken mee in een gezamenlijk team. De Baltische staten Estland, Letland en Litouwen hadden hun eigen team. Zij waren voor de toetreding tot de Sovjet-Unie al actief geweest op de Winterspelen. Het recent onafhankelijk geworden Kroatië en Slovenië debuteerden. Na de hereniging van Oost- en West-Duitsland nam er één Duits team deel.
Hun debuut maakten Algerije, Bermuda, Brazilië, Honduras, Ierland en Swaziland. Voor Honduras en Swaziland was dit de enige deelname aan de Winterspelen ooit. Senegal maakte z'n rentree op de Winterspelen. Ten opzichte van de vorige editie ontbraken Fiji, Guam, Guatemala en Portugal.